# ことば探検 クイズ・マルコポーロ
『ことば探検 クイズ・マルコポーロ』（ことばたんけん クイズ・マルコポーロ）は、1992年4月8日から同年12月16日までNHK総合テレビで放送されていたクイズ番組である。テレビマンユニオンとNHKクリエイティブ（現・NHKエンタープライズ）が番組制作に携わっていた。放送時間は毎週水曜 20:15 - 20:44 （日本標準時）。

## 概要
ことわざ、外来語の語源、日本語と外国語の類似点、日本語の方言などをクイズの題材とし、それをスタジオにいる4人の解答者たちに答えてもらっていた知識と遊びのゲーム。
番組は1991年11月1日と1992年1月3日にそれぞれ単発で放送された後、1992年4月にレギュラー放送を開始したが、わずか8か月で終了した。神奈川県横浜市にある放送ライブラリーには、番組初回の記録映像が保存されている。

## 出演者
- 司会 - いとうせいこう[1]、加賀美幸子[1]
- ナレーション - 槇大輔[1]